# Calixtlahuaca

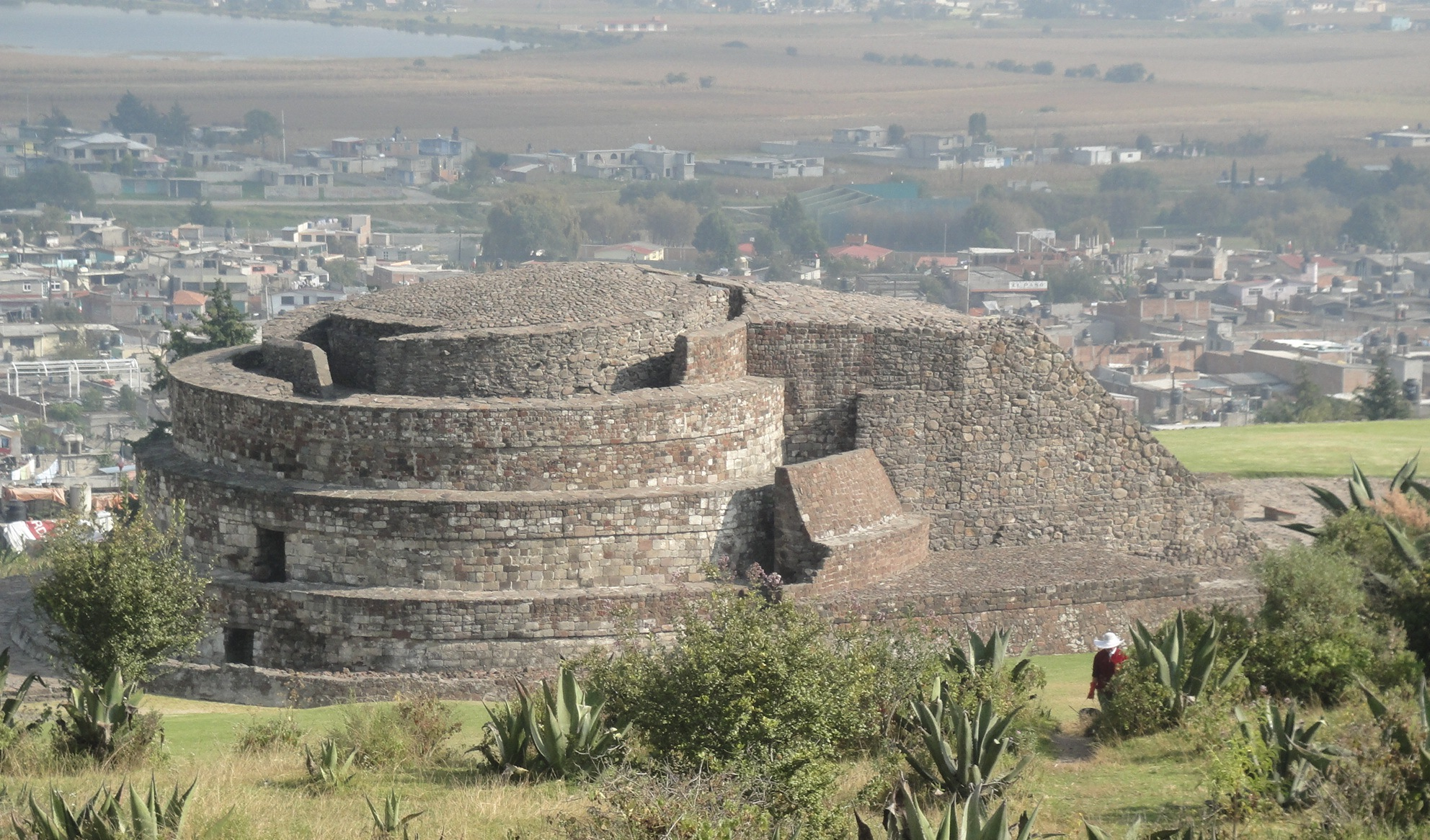
Temple de Ehecatl-quetzalcoatl à Calixtlahuacaca

Calixtlahuaca est un site archéologique aztèque situé à 9 km au nord-ouest de Toluca dans l’état de Mexico au Mexique. Il comporte cinq périodes d'occupation. Au Postclassique récent, la ville était occupée par un groupe nahua, les Matlazincas. Au XVe siècle, elle fut conquise par les Aztèques sous le règne de l'empereur Axayacatl, qui installa des colons dans cette zone-frontière avec le royaume tarasque[réf. nécessaire].
Seuls les monuments les plus importants ont été fouillés par José Garcia Payón : le temple circulaire dédié à Ehecatl-Quetzalcoatl, près duquel on a trouvé une superbe statue représentant le dieu du vent Ehecatl avec un masque à bec d'oiseau, le complexe de Tlaloc, qui comprend un tzompantli et le groupe du Calmecac[réf. nécessaire].